# NGC 1932
NGC 1932 је појединачна звезда у сазвежђу Златна риба која се налази на NGC листи објеката дубоког неба.
Деклинација објекта је - 66° 9' 14" а ректасцензија 5h 22m 17,3s. Привидна величина (магнитуда) објекта NGC 1932 износи 10,1 а фотографска магнитуда 13,8.